# Prunnerkreuz

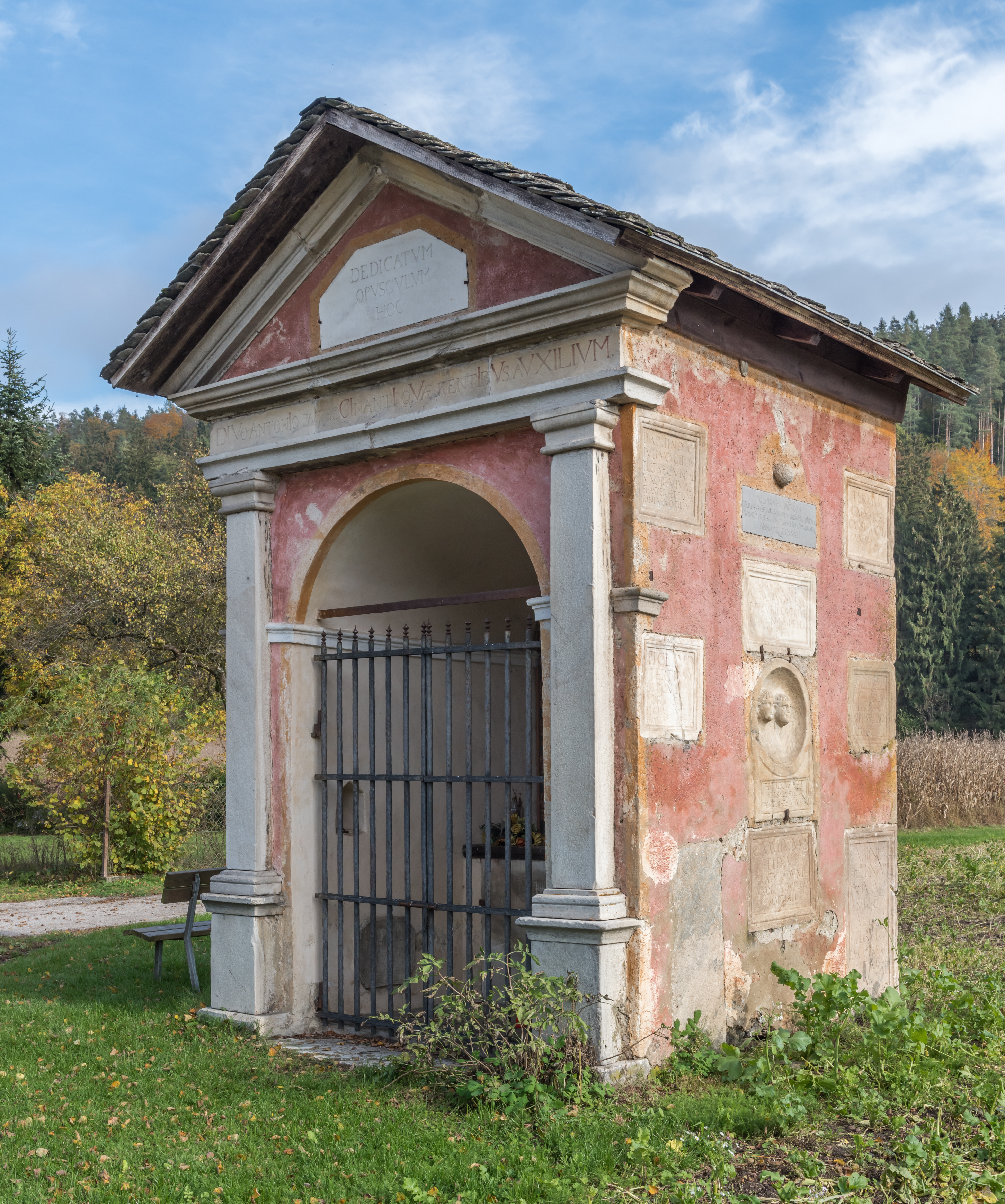
Prunnerkreuz

Das Prunnerkreuz ist eine 1692 erbaute Nischenkapelle auf dem Zollfeld im österreichischen Kärnten. In ihr wurden vom Errichter, Johann Dominikus Prunner, etliche Spolien aus der römerzeitlichen Provinzhauptstadt Virunum, an deren Nordrand die Kapelle steht, eingemauert, und so der Nachwelt erhalten. Bis zur Ausgrabung und Konservierung des Amphitheaters in den 1990er Jahren war das Prunnerkreuz das einzige sichtbare Zeichen der Stadt Virunum.

## Standort und Inneres
Die Kapelle befindet sich unweit der Ortschaft Zollfeld rund 200 m östlich der Bundesstraße. Es ist eine Nischenkapelle und wurde 1692 von Johann Dominikus Prunner erbaut. Prunner war Sekretär der Kärntner Landstände und Privatarchäologe. In der Kapellennische befindet sich ein Bild des heiligen Antonius, das mit 1687 P. Haberl pinxit bezeichnet ist.

## Römersteine
In der Außenseite der Kapelle sind etliche Inschrift- und Reliefsteine eingelassen, die von der späten Keltenzeit bis ins 19. Jahrhundert datieren, die meisten aus der Römerzeit. Prunner war allerdings überzeugt, dass die antike Stadt den Namen Sala führe, wovon sich Maria Saal ableiten sollte. In der Südmauer der Kapelle ließ er in eine Medaillonstele folgende Inschrift eingravieren: HIC LOCVS EST UBI SALA STETIT - PENETRARE VIATOR (Hier ist der Ort, wo Sala stand, Wanderer, tritt ein!).
- Eine Stele mit Nischenportrait aus der Mitte des ersten Jahrhunderts nach Christus erinnert an C. Iulius Censo und seine Frau Iulia Privata.[2]
- Eine Grabinschrift aus der Zeit um 200 n. Chr. erinnert an T. Accius Marcus, dessen Frau Saturnina und deren Sohn Accius Maximus, der Soldat der Nachrichtentruppe der 2. Italischen Legion war.[3]
- Zwei frühchristliche Pilasterkapitelle waren bis vor kurzem[4] die einzigen Hinweise auf eine frühchristliche Kirche in Virunum.

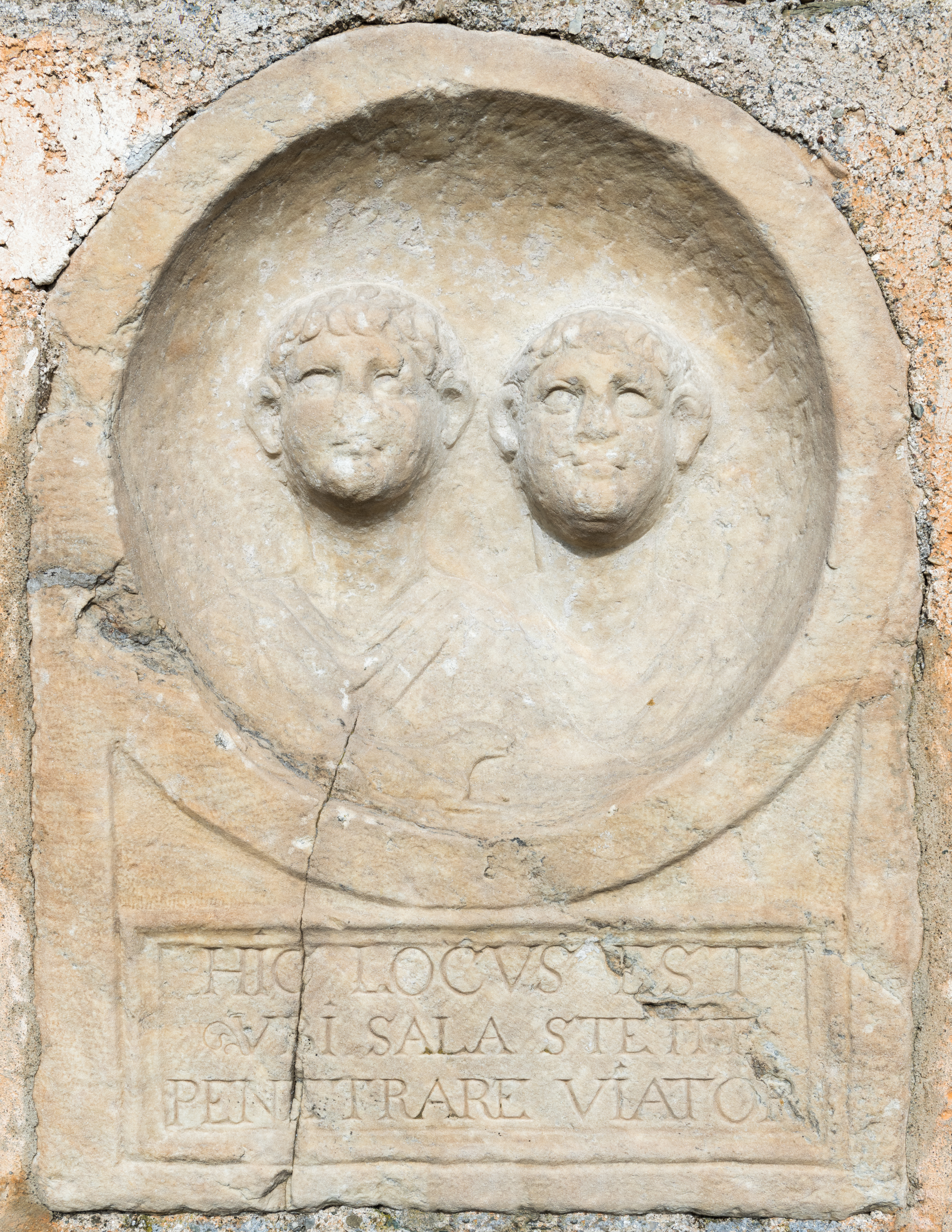
Medaillon mit der Inschrift Prunners
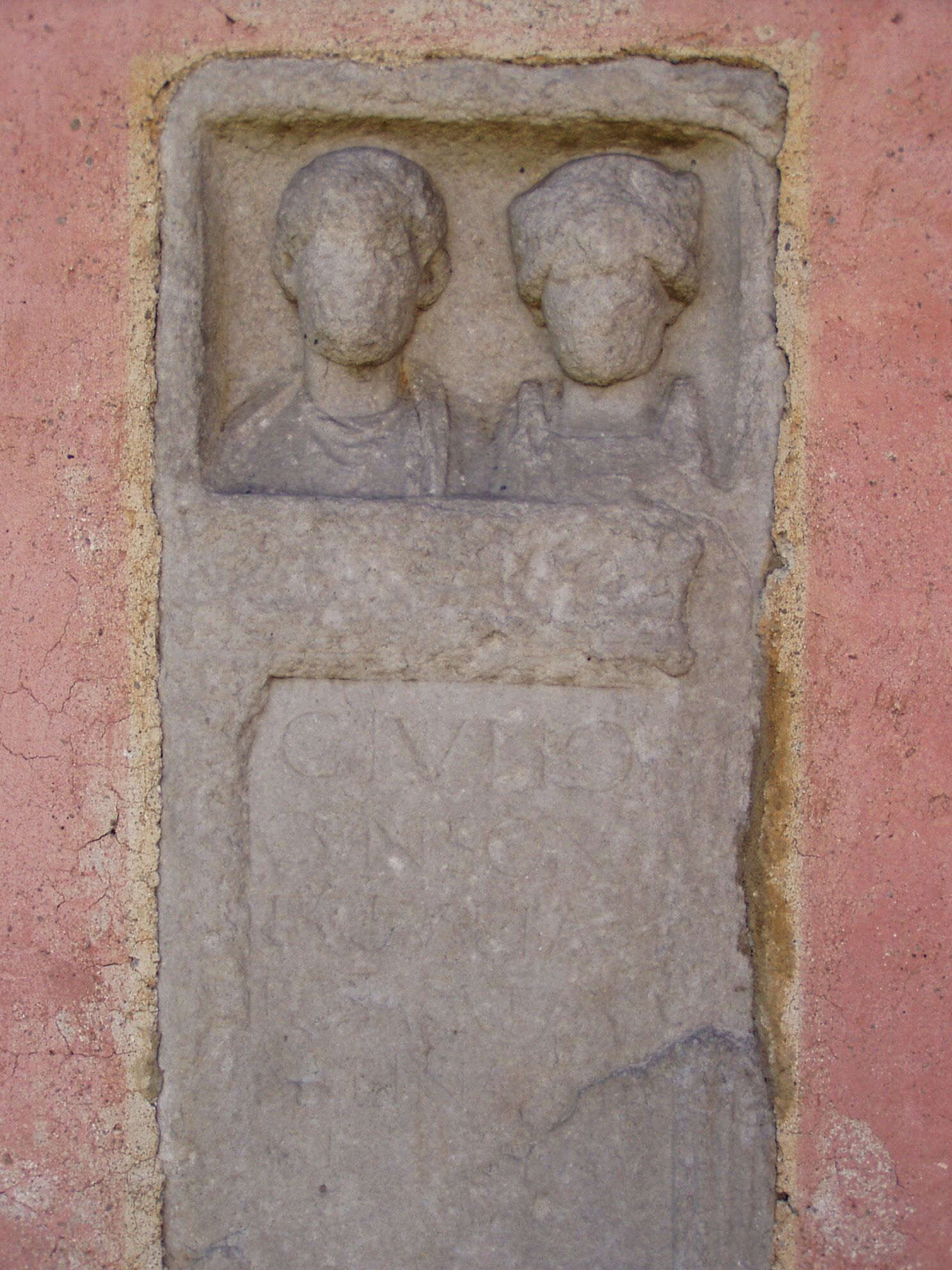
Stele des C. Iulius Censo und Iulia Privata
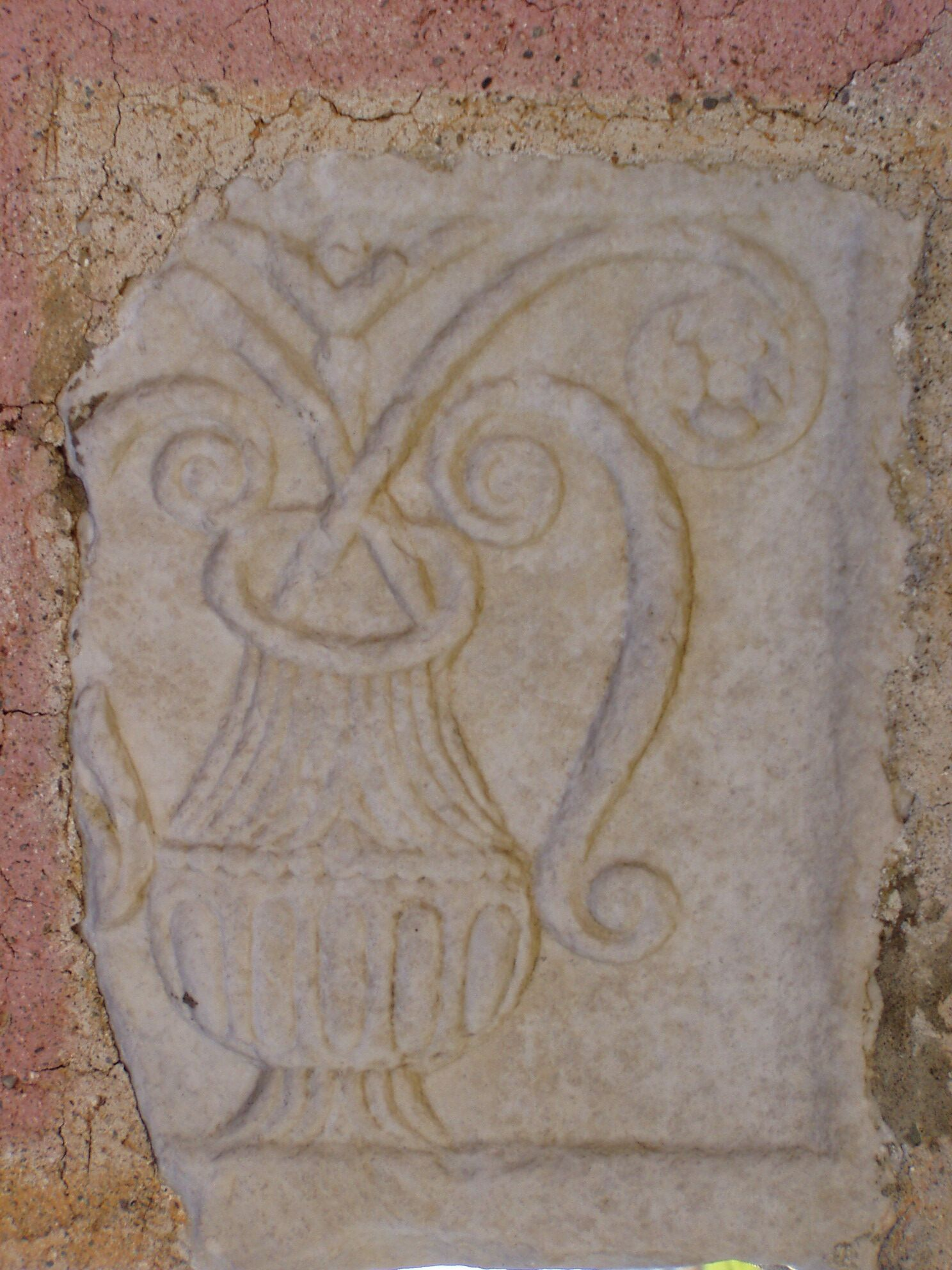
Ornament
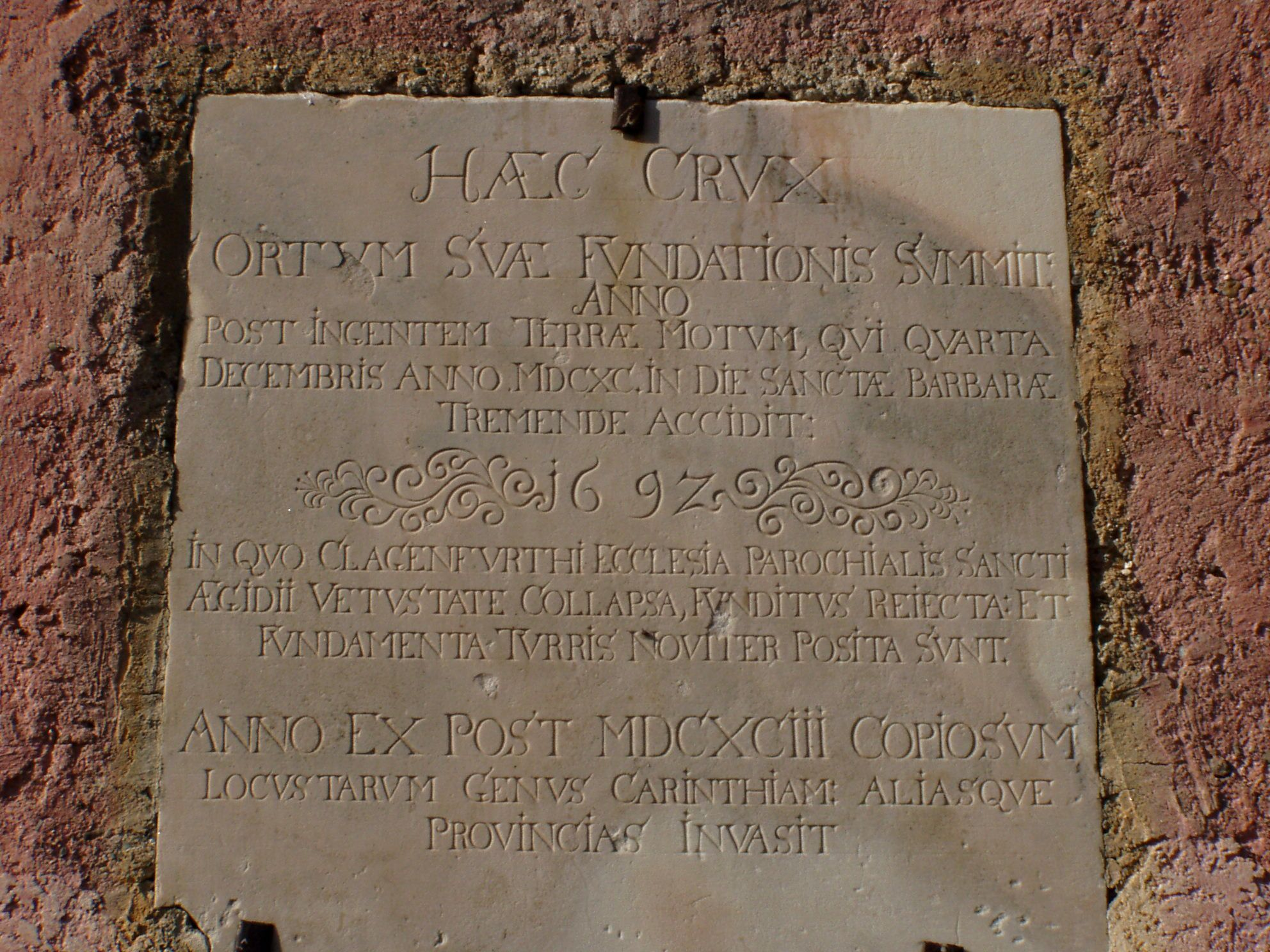
Inschrift aus dem 17. Jahrhundert

Im August 2020 wurde das Medaillon mit der Inschrift Prunners entwendet, mehrere andere Steine wurden beim Versuch, diese ebenfalls herauszubrechen, beschädigt. Nach wenigen Tagen tauchte das Medaillon wieder auf, die Täter hatten es, wohl aufgrund der unerwartet großen öffentlichen Berichterstattung, in der Nähe wieder abgelegt.

## Belege
- Gernot Piccottini: Die Römer in Kärnten. Carinthia-Verlag, Klagenfurt 1989, ISBN 3-85378-333-3, S. 181f.
- Dehio - Die Kunstdenkmäler Österreichs: Kärnten. Verlag Anton Schroll, Wien 1981, ISBN 3-7031-0522-4, S. 806–808.